# Новая Парафиевка
Новая Парафиевка (укр. Нова Парафіївка) — село, Новопарафиевский сельский совет, Кегичёвский район, Харьковская область, Украина.
Код КОАТУУ — 6323183001. Население по переписи 2001 года составляет 733 (359/374 м/ж) человек.
Является административным центром Новопарафиевского сельского совета, в который не входят другие населённые пункты.

## Географическое положение
Село Новая Парафиевка находится на берегу речки Скотова, которая через 8 км впадает в реку Богатая.
На реке несколько запруд.

## История
Село основано в 1880 году переселенцами из села Парафиевки, Черниговской губернии.

## Экономика
- Молочно-товарная и свинотоварная фермы.
- ЧП «им. Щорса».

## Объекты социальной сферы
- Школа.
- Клуб.

## Достопримечательности
- Братская могила советских воинов.